# تیم ملی بسکتبال رومانی
تیم ملی بسکتبال رومانی ( رومانیایی: Echipa națională de basketbal a României) نماینده رومانی در مسابقات بین‌المللیبسکتبال است. این تیم توسط فدراسیون بسکتبال رومانی اداره می شود.